# Napoleón Rodríguez Ruiz
Napoleón Rodríguez Ruiz (1910-1987) fue un abogado y escritor salvadoreño. En la Universidad de El Salvador, se desempeñó como Decano de las Facultades de Economía y Ciencias y Humanidades, y Decano de la Facultad de Derecho; y como rector de la institución educativa entre los años 1959 y 1963. A nivel gubernamental fue Magistrado de la  Corte Suprema de Justicia. Asimismo, fue miembro de la Academia Salvadoreña de la Lengua (ASL). Es el autor de la novela Jaraguá (1950), y también de Historia de las Instituciones Jurídicas Salvadoreñas (1951), Janiche y otros cuentos (1960), Discursos Universitarios (1962) y La Abertura del Triángulo (1968).